# خوزه مانوئل رودا
خوزه مانوئل رودا (انگلیسی: José Manuel Rueda؛ زادهٔ ۳۰ ژانویهٔ ۱۹۸۸) بازیکن فوتبال اهل اسپانیا است.
از باشگاه‌هایی که در آن بازی کرده‌است می‌توان به باشگاه فوتبال مغرب تطوان، باشگاه فوتبال اومانیا، باشگاه فوتبال پومفرادینا، باشگاه فوتبال بارسلونا بی، باشگاه فوتبال خرز، و باشگاه فوتبال بارسلونا اشاره کرد.
وی همچنین در تیم ملی فوتبال زیر ۱۶ سال اسپانیا بازی کرده‌است.